# Пая гіацинтова
Па́я гіацинтова (Cyanocorax violaceus) — вид горобцеподібних птахів родини воронових (Corvidae). Мешкає в Амазонії і на Гвіанському нагір'ї.

## Опис

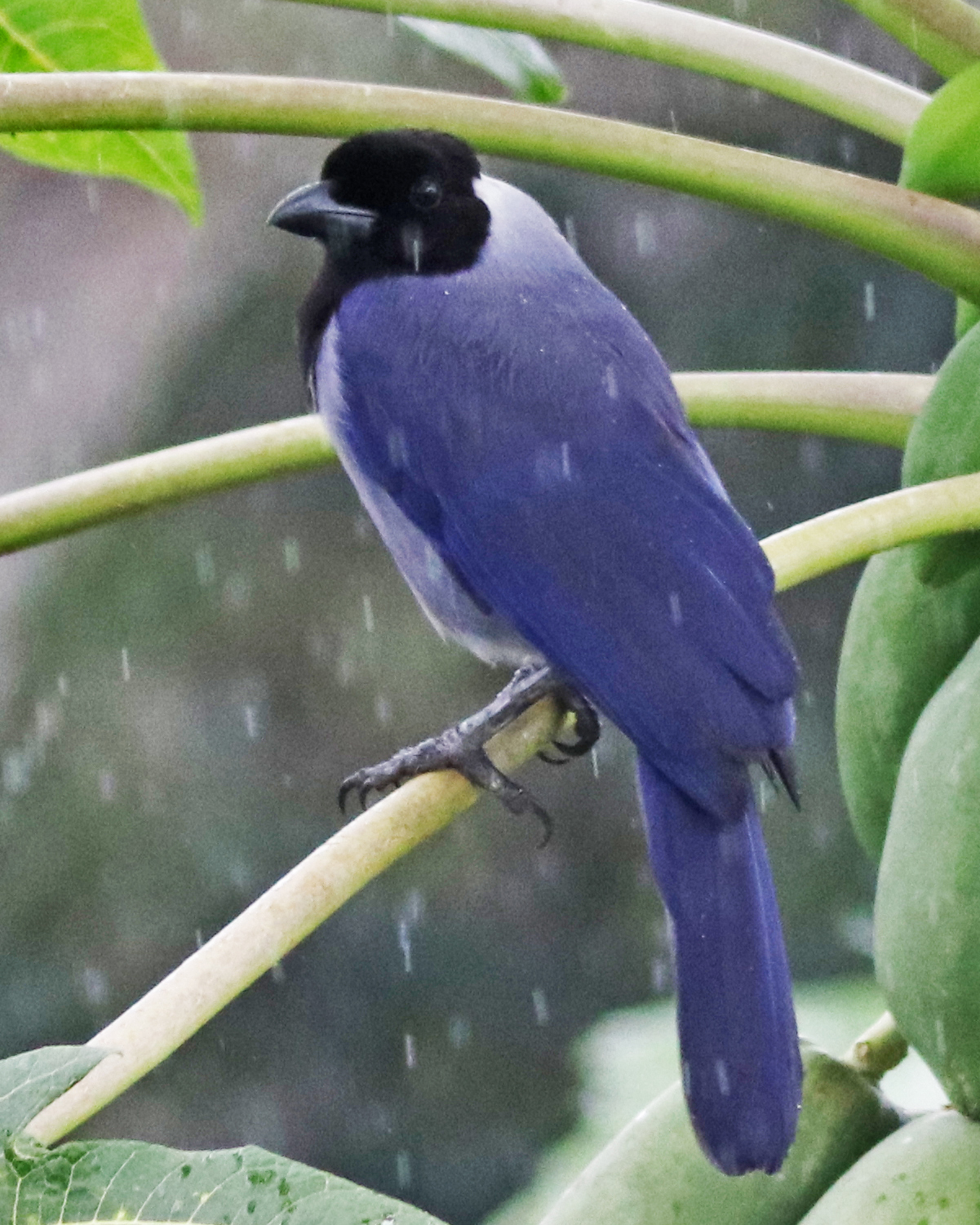
Гіацинтова пая

Довжина птаха становить 33—37 см, вага 262 г. Голова й горло чорні, окаймлені білуватим «коміром», спина, крила і хвіст кобальтово-сині, решта тіла переважно сиза. Дзьоб і лапи чорні, очі темно-карі.

## Підвиди
Виділяють два підвиди:
- C. v. pallidus Zimmer, JT & Phelps, 1944 — карибське узбережжя Венесуели в штаті Ансоатегі;
- C. v. violaceus Du Bus de Gisignies, 1847 — західна Амазонія.

## Поширення і екологія
Гіацинтові паї мешкають в Колумбії, Еквадорі, Перу, Болівії, Бразилії, Венесуелі і Гаяні. Вони живуть у вологих рівнинних тропічних лісах, на узліссях і галявинах, на висоті до 1350 м над рівнем моря. Ведуть переважно деревний спосіб життя, більшу частину дня проводять в кронах дерев, на висоті понад 18 м над землею. Гіацинтові паї є всеїдними птахами, живляться комахами, личинками, іншими безхребетними, дрібними хребетними, такими як гризуни, ящірки і земноводні, яйцями, пташенятами, плодами і насінням.
Гіацинтові паї є моногамними птахами. На відміну від інших пай вони гніздяться парами. Пара птахів будує чашоподібне гніздо, яке робиться з переплетених гілочок і рослинних волокон і встелюється м'яким рослинним матеріалом. Насиджують самиці, тоді як самці шукають їм їжу і захищають гніздо.